# 马里奥·凯卡奇
马里奥·凯卡奇（義大利語：Mario Checcacci，1909年4月29日—1987年1月17日），意大利男子赛艇运动员。他曾代表意大利参加1936年夏季奥林匹克运动会赛艇比赛，获得八人单桨有舵手银牌。